# حمزه صغیری
حمزه صغیری (انگلیسی: Hamza Saghiri؛ زادهٔ ۱۸ فوریهٔ ۱۹۹۷) بازیکن فوتبال اهل آلمان است.
از باشگاه‌هایی که در آن بازی کرده‌است می‌توان به باشگاه فوتبال آلمانیا آخن اشاره کرد.